# Лаконија (Индијана)
Лаконија (енгл. Laconia) град је у америчкој савезној држави Индијана.

## Демографија
По попису из 2010. године број становника је 50, што је 21 (72,4%) становника више него 2000. године.
| Група             | 2000.       | 2010.      |
| Белци             | 29 (100,0%) | 49 (98,0%) |
| Афроамериканци    | 0 (0,0%)    | 0 (0,0%)   |
| Азијати           | 0 (0,0%)    | 1 (2,0%)   |
| Хиспаноамериканци | 0 (0,0%)    | 0 (0,0%)   |
| Укупно            | 29          | 50         |